# جورج هی
جورج هی (انگلیسی: George Hay؛ ۱ فوریه ۱۷۸۷ – ۱۰ اکتبر ۱۸۷۶) فرد نظامی اهل پادشاهی متحد بریتانیای کبیر و ایرلند بود. وی همچنین برندهٔ جوایزی همچون نشان گل خار شده‌است.